# Sveriges runinskrifter
Sveriges runinskrifter (en español: inscripciones rúnicas suecas) es un catálogo de inscripciones rúnicas encontradas en las distintas provincias de Suecia. El primer volumen se publicó en 1900, y hasta 1981 han salido un total de 15 volúmenes.
Sveriges runinskrifter estableció el sistema estándar para catalogar las inscripciones rúnicas suecas. Según éste cada inscripción se identificaba por un código que consta de un identificador de la provincia donde se encontró y un número asignado por el orden en el que fue hallada. Por ejemplo:
- U 11 - inscripción rúnica de Uppland número 11;
- Ög 179 - inscripción rúnica de Östergötland número 179.

Actualmente este sistema de catalogación es usado por la base de datos informática global de inscripciones rúnicas, Rundata, y es el usado comúnmente en medios académicos y publicaciones especializadas. El sistema de catalogación fue ampliado para incluir las piedras rúnicas de otros países, poniendo en lugar del identificador de provincia sueca un identificador de país para las inscripciones encontradas fuera de Suecia.